# Kościół Imienia Jezus w Dowianach
Kościół Imienia Jezus w Dowianach – kościół w Dowianach (Litwa).
Kościół zbudowano w latach 1798–1803, w stylu barokowo-klasycystycznym
Kościół halowy, na planie prostokąta, trójnawowy. Fasada ozdobiona płytkim ryzalitem i trójkątnym frontonem. Nad fasadą wznosi się wielokondygnacyjny szczyt schodkowy. Nad ścianą prezbiterium zbudowano szczyt barokowy, z krzywoliniowym wykończeniem. Wszystkie elewacje zdobią pilastry, gzymsy i belkowanie.
W 1894 w pobliżu kościoła zbudowano drewnianą plebanię w stylu dworkowym.

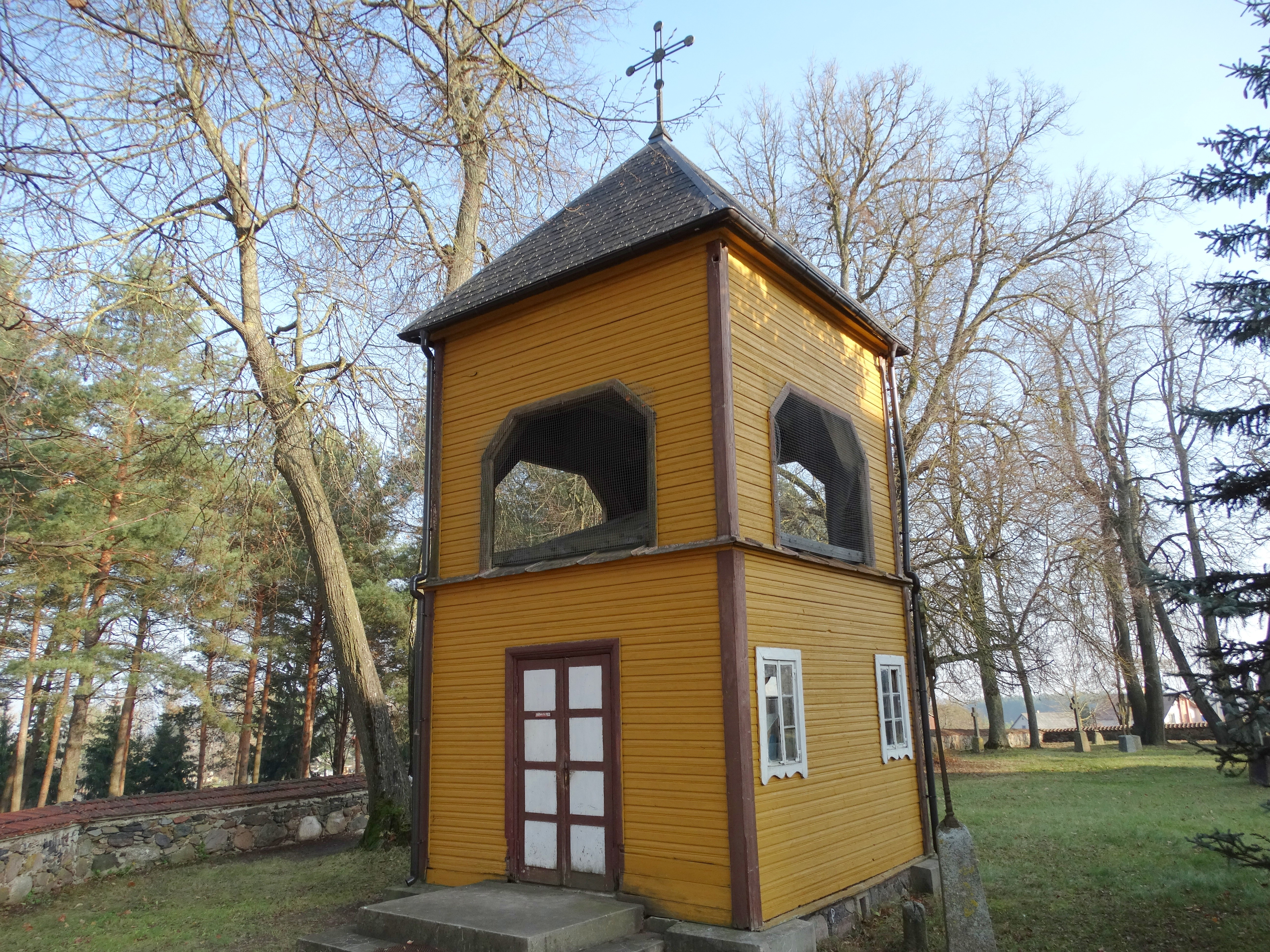
Dzwonnica